# Samar Natural Park
Das Samar Natural Park liegt auf der Insel Samar, auf dem Gebiet der Provinzen Samar, Northern Samar, Eastern Samar, Philippinen. Es wurde am 13. August 2003 auf einer Fläche von 333.300 Hektar etabliert, den eine 125.400 Pufferzone umgibt, und wurde nach den Richtlinien des NIPAS-Gesetzes 7586 eingerichtet. Er umfasst die Gebiete des Sohoton-Natural-Bridge-Nationalparks, des Jicontol Watershed Forest Reserve, Taft Forest Philippine Eagle Wildlife Sanctuary, Calbiga Caves Protected Landscape.
Das Naturschutzgebiet liegt im Zentrum der Insel Samar und umfasst die Quellgebiete der Flüsse Catubig und des Sohoton Rivers. Es umfasst die letzten größeren Regenwaldbestände der Insel. Der Naturpark liegt größtenteils in einer flachhügeligen Landschaft und steigt im nördlichen Zentrum bis auf 850 Meter über dem Meeresspiegel auf. Das Klima in dem Gebiet ist tropisch schwülwarm ohne eine ausgeprägte Trockenperiode, die trockensten Monate sind von November bis Februar. Der kühlste Monat ist der Januar, 26,8 °C, der wärmste Monat ist der Mai mit einer Durchschnittstemperatur von 28,8 °C. Das Samar Island Biodiversity Project (SIBP) startete seine Arbeit im April 2011. Sein Ziel ist es Aufklärung über den Naturschutz und der Rechte der örtlichen Bevölkerung zu verbreiten.
Das Naturschutzgebiet beherbergt ein weites Spektrum der Flora und Fauna der Philippinen. An den flacheren Berghängen stehen intensive Flachlandregenwälder, die jedoch einer starken forstwirtschaftlichen Nutzung in der Vergangenheit unterlagen. Andere Flächen belen Busch- und Grasländer im Naturpark, teilweise liegen auch landwirtschaftlich Genutzt in dem Naturschutzgebiet. Die Ökosysteme des Naturparks umfassen 974 Arten von Pflanzen, die 436 Gattungen und 131 Familien angehören, zu den auch die größte Blütenpflanze der Philippinen, die aus der Gattung der Rafflesien zugehörige Rafflesia manillana gehört. Es wurden 34 Arten von Amphibien registriert, von den 13 endemisch sind. Von der Avifauna sind Beobachtungen des Affenadlers (Pithecophaga jefferyi), der Rotohreule (Mimizuku gurneyi), dem Feuerhornvogel (Buceros hydrocorax) und weiterer 144 Arten aus 45 Gattungen bekannt.

## Quelle
- die Homepage des Naturschutzgebietes
- das Naturschutzgebiet auf der Seite des PAWB